# Vera
Vera (srp. ćir. Вера), je naselje u Republici Hrvatskoj, u sastavu Općine Trpinja, Vukovarsko-srijemska županija. Ona se nalazi nedaleko od magistralne ceste Osijek-Vukovar, na sporednoj cesti između Bobote i Dalja.

## Stanovništvo
Prema popisu stanovništva iz 2001. godine, naselje je imalo 508 stanovnika te 163 obiteljskih kućanstava.
| broj stanovnika | 639   | 750   | 668   | 703   | 727   | 694   | 660   | 772   | 608   | 640   | 610   | 595   | 600   | 561   | 508   | 453   | 346   |
|                 | 1857. | 1869. | 1880. | 1890. | 1900. | 1910. | 1921. | 1931. | 1948. | 1953. | 1961. | 1971. | 1981. | 1991. | 2001. | 2011. | 2021. |

## Gospodarstvo
Stanovnici Vere najvećim se dijelom bave poljoprivredom, tj. ratarstvom i stočarstvom.

## Obrazovanje
Prva škola u Veri osnovana je 1789. godine pod pokroviteljstvom crkve i crkvene općine. Danas u Veri postoji četverogodišnja škola, što je izdvojeno odjeljenje bobotske osnovne škole.

## Kultura
Od 2001. godine postoji kulturno-umjetničko društvo "Ljubomir Ratić - Bubo", čija je osnovna djelatnost folklor. Organizator je manifestacije „Dani folklora“.

## Religija
Iako je većina spisa vezanih za crkvu u Veri spaljena tijekom Drugog svjetskog rata, zna se da je današnja crkva Blagovijesti Presvete Bogorodice sazidana 1766. godine.

## Šport
Od 2010. godine, ponovno je aktiviran nogometni klub Hajduk, koji je 1997. godine ugašen zbog nemogućnosti financiranja iz proračuna općine Trpinja (iz proračuna se već izdvajao novac za Sinđelić, Borac i Slogu iz Pačetina).

## Poznate osobe
- Kiprijan Relić